# Universitat Politècnica de Catalunya
La Universitat Politècnica de Catalunya (UPC) és una institució pública de recerca i educació superior, especialitzada en els àmbits de l'enginyeria, l'arquitectura i les ciències.

## Història
El 1968, es va fundar l'Institut Politècnic Superior, que agrupava les escoles tècniques estatals ja existents a Barcelona. Aquestes escoles tenien una gran tradició i els seus orígens es remunten, en algun cas, a mitjan segle xix com, per exemple, l'Escola d'Enginyers Industrials de Barcelona, que va començar les activitats l'octubre de 1851.
El març de 1971, es constituí la Universitat Politècnica de Barcelona, que inicialment estava formada per les escoles tècniques superiors d'Enginyers Industrials de Barcelona (ETSEIB) i de Terrassa (ETSEIAT), l'Escola Tècnica Superior d'Arquitectura de Barcelona (ETSAB) i alguns instituts d'investigació. El primer rector fou Víctor de Buen, president de l'Institut Politècnic Superior.
El mateix any, es creà l'Escola Tècnica Superior d'Enginyers de Telecomunicació (ETSETB).
Poc abans, el 4 d'agost de 1970, s'havia aprovat la Llei General d'Educació i el finançament de la reforma educativa, que comprenia tot el sistema educatiu, des de l'ensenyament bàsic fins a l'universitari, i establia els procediments de control i verificació de coneixements, el sistema d'ensenyament i el règim de docència i investigació. Així mateix, les universitats assumiren la gestió i l'administració dels seus centres i serveis. A més, preveia també la incorporació a l'estructura universitària de les Escoles Universitàries d'Enginyeria Tècnica i la d'Arquitectura Tècnica.
D'aquesta manera, el 1972 s'incorporaren a la Universitat Politècnica de Barcelona les escoles universitàries d'Enginyeria Tècnica Industrial de Terrassa (EUETIT, posteriorment EET, i actualment part de l'ESEIAAT) i la de Vilanova i la Geltrú (actual EPSEVG), l'Escola Universitària d'Arquitectura Tècnica de Barcelona (actual EPSEB) i l'Escola Universitària d'Enginyeria Tècnica de Mines de Manresa (actualment EPSEM). Aquell mateix any, començaren les activitats a les escoles universitàries d'Enginyeria Tècnica Agrícola de Girona i de Lleida, que ja havien estat creades per disposició oficial, però que no s'havien acabat de posar en marxa.
Aquell mateix any fou nomenat rector el catedràtic Gabriel Ferraté Pascual, que ocupà el lloc fins al 1976, quan fou nomenat director general de Universidades e Investigación, a Madrid. Per a substituir-lo, fou elegit el professor Julià Fernández Ferrer, que ocupà el càrrec fins al 1978. Després d'unes eleccions, fou elegit de nou Gabriel Ferraté, que exercí fins al 1994, quan abandonà la UPC per a constituir la nova Universitat Oberta de Catalunya, de la que fou el primer rector. Fou substituït per Jaume Pagès i Fita, que exercí fins a l'any 2002, any en què les noves eleccions donaren la victòria a Josep Ferrer Llop. El 2006 se celebraren eleccions, accedint al càrrec de rector el catedràtic Antoni Giró i Roca, que sortí reelegit el 2010. El novembre de 2013 fou elegit rector el catedràtic d'Automàtica Enric Fosses Colet, i el 2017 Francesc Torres Torres. El 25 de maig de 2021, el catedràtic de Física Daniel Crespo va ser proclamat nou rector de la UPC després de guanyar a les eleccions.
L'any 1972, l'Escola de Manresa començà a impartir els estudis d'Enginyeria Tècnica Industrial i passà a denominar-se Escola Universitària Politècnica de Manresa (actualment EPSEM), i també compta amb el museu de Geologia Valentí Masachs. Més tard, l'Escola d'Enginyeria Tècnica Agrícola de Girona es convertí també en escola politècnica i a Lleida començaren a impartir-se, a més dels estudis de primer cicle, estudis de segon cicle. L'any 1974 començà l'activitat de l'Escola Tècnica Superior d'Enginyers de Camins, Canals i Ports de Barcelona (ETSECCPB). Dos anys més tard, el març de 1976, es creà la Facultat d'Informàtica de Barcelona. A Terrassa es creà l'Escola Universitària d'Òptica (EUOOT) ara Facultat, a partir d'una Ordre ministerial del 7 d'octubre del 1977 i, dos anys més tard, en la mancomunitat de Sabadell-Terassa es posà en marxa l'Escola Tècnica Superior d'Arquitectura del Vallès, que posteriorment, l'any 1991, es traslladaria a la localitat de Sant Cugat del Vallès.
El 1994 es creà, amb el suport de la Generalitat de Catalunya, la Fundació Politècnica de Catalunya, una institució per donar suport a la formació permanent d'enginyers.
El 2009, juntament amb la Universitat de Barcelona, impulsà la creació del Barcelona Knowledge Campus (BKC), dins del qual el 2010 es va inaugurar el Centre de Recerca en Nanoenginyeria (CRnE), dedicat a recerca, desenvolupament i innovació en els camps de la micro i nanoenginyeria, la nanotecnologia i la nanociència.

## Campus

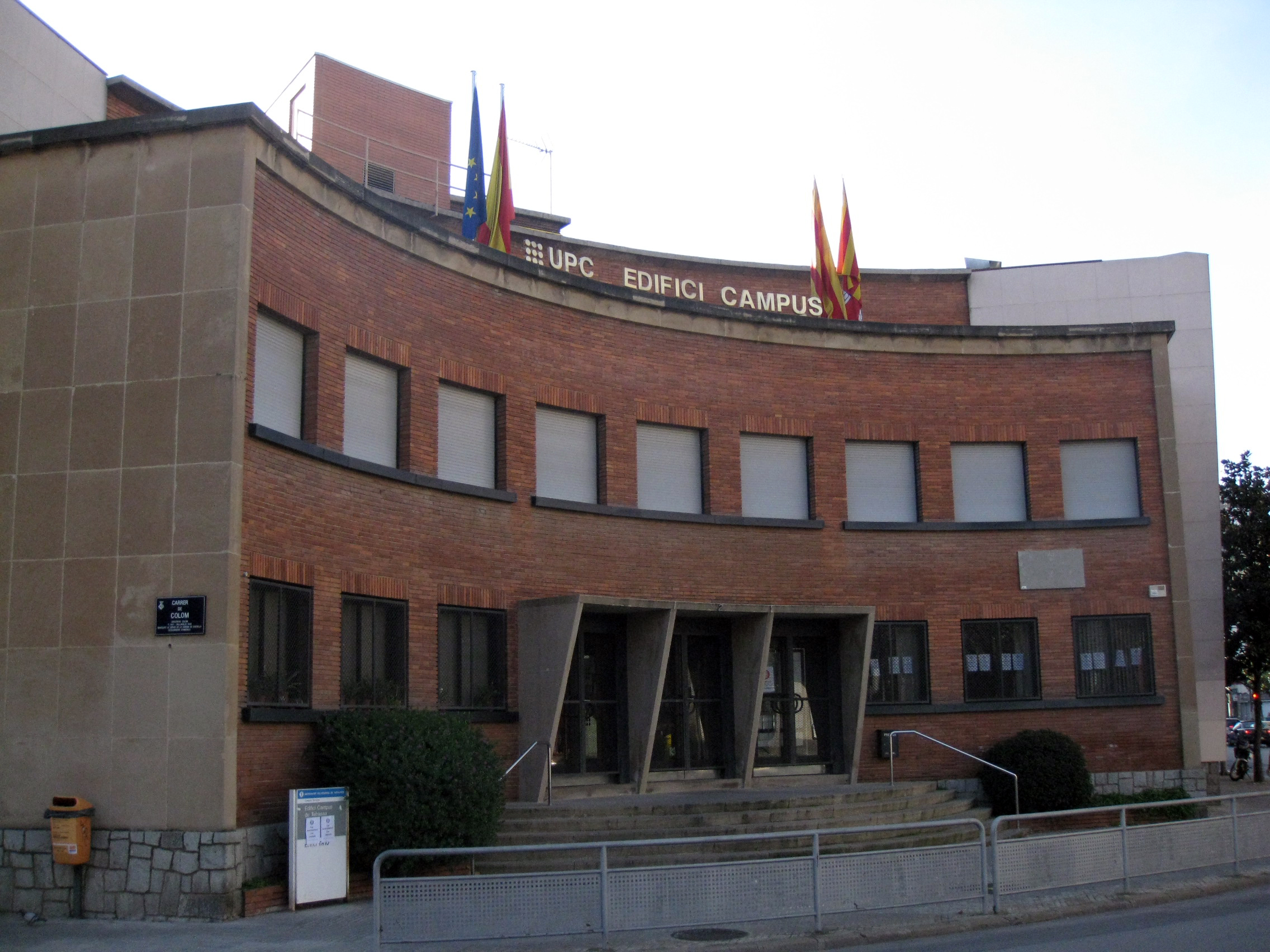
Edifici del Campus de la UPC a Terrassa, situat a l'avinguda de Jacquard

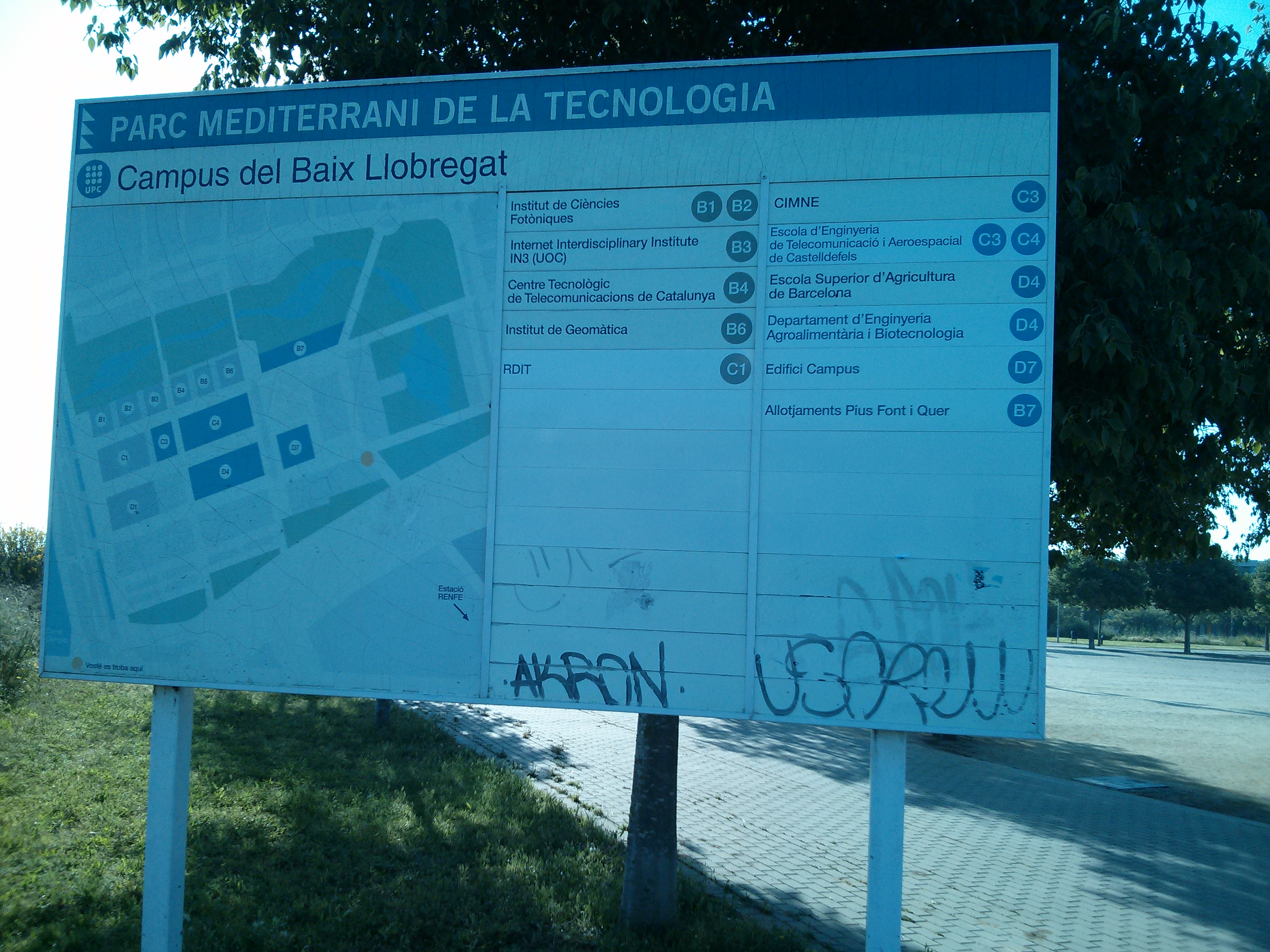
Cartell d'entrada al Parc Mediterrani de la Tecnologia a Castelldefels, on es pot veure la distribució dels edificis del Campus del Baix Llobregat

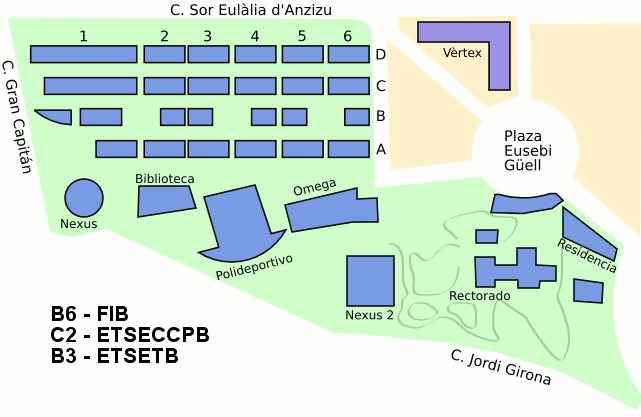
Localització dels edificis del Campus Nord, organitzats per files (A-D) i columnes (1-6)

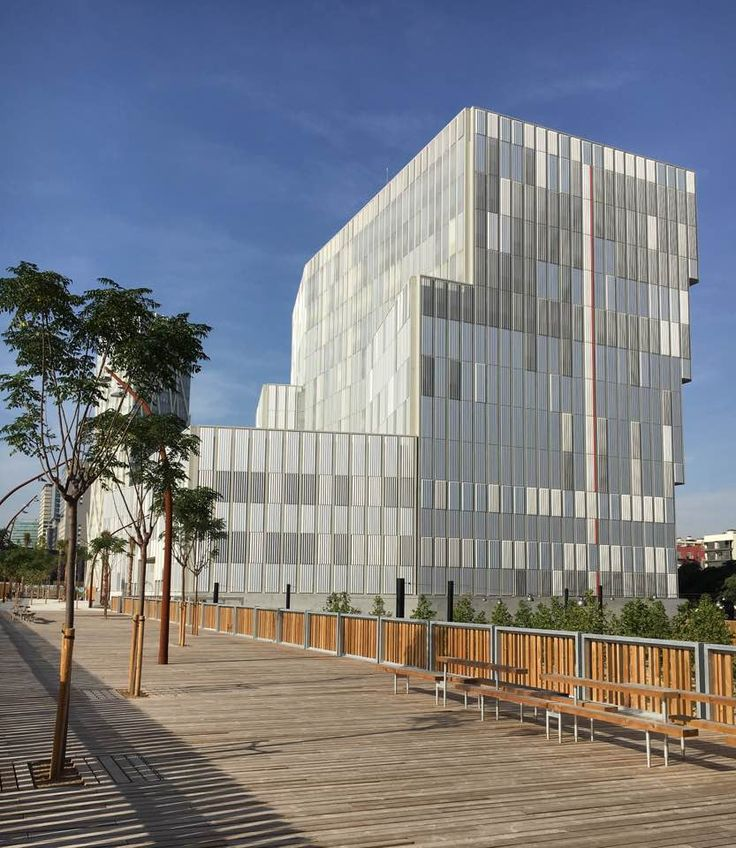
EEBE Campus Diagonal Besòs

El 2021 comptava amb 9 campus distribuïts en 7 ciutats catalanes: Barcelona, Castelldefels, Manresa, Sant Adrià de Besòs, Sant Cugat del Vallès, Terrassa i Vilanova i la Geltrú, amb un total de 18 centres docents:
- El Campus Nord o Campus Diagonal Nord està situat entre la Zona Universitària de Barcelona i el barri de Pedralbes. Hi ha dues escoles tècniques superiors i una facultat, la Biblioteca Rector Gabriel Ferraté, diversos departaments de la universitat i un gran nombre de centres d'investigació. Els actuals edificis van ser construïts durant els anys 90, i correspon a un model de campus conjunt per a diferents centres, sense un recinte específic per cada centre com havia tingut fins aleshores la UPC, sinó que hi ha uns edificis amb els serveis centrals de cada un (secretaria, direcció, sala d'actes), uns altres edificis ocupats per departaments i uns edificis comuns, que inclouen la major part de les aules i els serveis als estudiants (com ara els menjadors, i la biblioteca del campus). Hi ha la Facultat d'Informàtica de Barcelona, l'Escola Tècnica Superior d'Enginyers de Camins Canals i Ports de Barcelona i l'Escola Tècnica Superior d'Enginyeria de Telecomunicació de Barcelona.
- El Campus Sud o Campus Diagonal Sud està ubicat a l'avinguda Diagonal de Barcelona, a l'alçada de la Zona Universitària entre els carrers Gregorio Marañón i Adolf Florensa. Dins el Campus Sud s'hi troben diferents facultats i centres de recerca i investigació, així com departaments i serveis de la UPC. Els centres docents són l'Escola Tècnica Superior d'Arquitectura de Barcelona (ETSAB), l'Escola Tècnica Superior d'Enginyeria Industrial de Barcelona (ETSEIB), la Facultat de Matemàtiques i Estadística i l'Escola Politècnica Superior d'Edificació de Barcelona, on s'ubica l'Institut de Ciències de l'Educació de la UPC (ICE). Els centres de recerca són el Fundació CIM[8] i l'Institut de Robòtica i Informàtica Industrial, CSIC-UPC (IRI).[9]
- El Campus del Baix Llobregat s'inclou dins del Parc Mediterrani de la Tecnologia de Castelldefels. Va ser creat el 10 de maig de 2005,[10] amb la finalitat de millorar la coordinació i l'aprofitament dels recursos i la relació amb l'entorn social i econòmic, en els àmbits de les Enginyeries de Telecomunicació, Aeronàutica, Agroalimentària i Biotecnologia. L'estudi d'arquitectes encarregat de la planificació del Campus va ser RQP,[11] en uns terrenys cedits per la Generalitat de Catalunya, segons es recull en els Acords de Govern de 2007.[12] Actualment, els centres docents amb seu al Campus del Baix Llobregat són l'Escola d'Enginyeria de Telecomunicació i Aeroespacial de Castelldefels (EETAC) i l'Escola d'Enginyeria Agroalimentària i de Biosistemes de Barcelona (EEABB). A més a més, en aquest últim centre, hi té la seu el Departament d'Enginyeria Agroalimentària i Biotecnologia (DEAB). El 2012 es va inaugurar la residència universitària Pius Font i Quer.[13]
- El Campus Diagonal-Besòs està situat en una zona en creixement, entre Barcelona i Sant Adrià de Besòs. Actualment, consta de tres edificis dedicats a la docència i la recerca en l'àmbit de l'enginyeria industrial, especialment en les tecnologies: química, de materials, biomèdica i d'energia. S'hi troba l'Escola d'Enginyeria de Barcelona Est (EEBE).
- El Campus de Terrassa conté els següents centres: CITM: Centre de la Imatge i la Tecnologia Multimèdia, ESEIAAT: Escola Superior d'Enginyeries Industrial, Aeroespacial i Audiovisual de Terrassa, FOOT: Facultat d'Òptica i Optometria de Terrassa i EUNCET: Escola Universitària Euncet.[14]
- El Campus de Vilanova. Ubicat a la localitat de Vilanova i la Geltrú. Va ser fundada l'any 1901 com l'Escola Superior i Elemental d'Indústries, i actualment coneguda com a Escola Politècnica Superior d'Enginyeria de Vilanova i la Getrú, on s'imparteixen les següents titulacions: Enginyeria Informàtica, Enginyeria Mecànica, Enginyeria Elèctrica, Enginyeria Electrònica, i Enginyeria en Disseny Industrial i Desenvolupament de Producte.
- El Campus de Nàutica es troba a la zona del Port de Barcelona. Hi ha la Facultat de Nàutica de Barcelona (FNB), la més antiga de la Universitat, on els estudiants es formen en els diferents àmbits de l'enginyeria marítima.[6]
- El Campus de Manresa es troba a la ciutat de Manresa. Hi ha l'Escola Politècnica Superior d'Enginyeria de Manresa (EPSEM) i el Centre Tecnològic de Manresa. L'Escola és l'única a Catalunya que imparteix estudis d'enginyeria minera i completa l'oferta amb estudis tècnics de telecomunicació i d'enginyeria industrial.[6]
- El Campus de Sant Cugat del Vallès es troba a la ciutat de Sant Cugat del Vallès. S'hi troba la l'Escola Tècnica Superior d'Arquitectura del Vallès.

## UPCommons
UPCommons és el portal d'accés obert al coneixement generat per la Universitat Politècnica de Catalunya que engloba diferents dipòsits institucionals. Es pot accedir a tota la producció docent i d'investigació de la Universitat en accés obert. Hi ha emmagatzemada informació bàsica de com aportar documents al dipòsit. El seu accés electrònic és des de la pàgina de la de les biblioteques de la Universitat: Bibliotècnica. El dipòsit es va posar en funcionament l'any 2006. El fons d'UPCommons, es pot recuperar en els repositoris col·laboratius: Recercat, Recolecta, TDX, projectes en els quals les universitats participen en la seva política cap a l'accés obert al coneixement.

## Centres docents
- Escola d'Enginyeria Agroalimentària i de Biosistemes de Barcelona (EEABB), antiga Escola Superior d'Agricultura de Barcelona (ESAB)
- Escola d'Enginyeria de Barcelona Est (EEBE)
- Escola d'Enginyeria de Telecomunicació i Aeroespacial de Castelldefels (EETAC)
- Escola Politècnica Superior d'Edificació de Barcelona (EPSEB)
- Escola Politècnica Superior d'Enginyeria de Manresa (EPSEM)
- Escola Politècnica Superior d'Enginyeria de Vilanova i la Geltrú (EPSEVG)
- Escola Superior d'Enginyeries Industrial, Aeroespacial i Audiovisual de Terrassa (ESEIAAT). Va néixer el 24 de novembre de 2015, fruit de la integració de dues escoles centenàries; l'Escola d'Enginyeria de Terrassa (EET) i l'Escola Tècnica Superior d'Enginyeries Industrial i Aeronàutica de Terrassa (ETSEIAT).
- Escola Tècnica Superior d'Arquitectura de Barcelona (ETSAB)
- Escola Tècnica Superior d'Arquitectura del Vallès (ETSAV)
- Escola Tècnica Superior d'Enginyeria de Camins, Canals i Ports de Barcelona (ETSECCPB)
- Escola Tècnica Superior d'Enginyeria Industrial de Barcelona (ETSEIB)
- Escola Tècnica Superior d'Enginyeria de Telecomunicacions de Barcelona (ETSETB)
- Facultat d'Informàtica de Barcelona (FIB)
- Facultat de Matemàtiques i Estadística (FME)
- Facultat de Nàutica de Barcelona (FNB)
- Facultat d'Òptica i Optometria de Terrassa (FOOT)
- Centre de Formació Interdisciplinària Superior (CFIS)
- Centre de la Imatge i Tecnologia Multimèdia (CITM)

## Centres adscrits
- Euncet Business School (EUNCET)

## Centres de recerca
- Centre de Supercomputació de Barcelona (BSC-CNS)
- Institut de Ciències Fotòniques (ICFO)

## Rectors[calcitació]
| Nom                       | Època             |
| ------------------------- | ----------------- |
| Víctor de Buen            | 1971 - 1972 (UPB) |
| Gabriel Ferraté i Pascual | 1972 - 1976 (UPB) |
| Julián Fernández Ferrer   | 1976 - 1978 (UPB) |
| Gabriel Ferraté i Pascual | 1978 - 1994       |
| Jaume Pagès i Fita        | 1994 - 2002       |
| Josep Ferrer Llop         | 2002 - 2006       |
| Antoni Giró Roca          | 2006 - 2013       |
| Enric Fossas Colet        | 2013 - 2017       |
| Francesc Torres Torres    | 2017 - 2021       |
| Daniel Crespo Artiaga     | 2021 - 2025       |
| Francesc Torres Torres    | 2025 - Actualitat |